# ウィウィシット・ヒランヤウォンクン
ウィウィシット・ヒランヤウォンクン（วิชญ์วิสิฐ หิรัญวงษ์กุล、Witwisit Hiranyawongkul、1989年7月20日 - ）は、タイで出身の俳優、歌手である。愛称はピッチ。
2007年に映画『ミウの歌〜Love of Siam〜』で俳優としてデビューした  

## 略歴
タイ北部のチェンマイ県に生まれた。家族の一人っ子である。タンマサート大学ジャーナリズム・マスコミュニケーション学部の卒業生である。 

## 出演作品

### 映画
- ミウの歌〜Love of Siam〜（2007年）
- 4 romance（2008年）

### テレビドラマ
- サーイスーブ・デリバリー (チャンネル３、2009年)
- クラブ・フライデー・ザ・シリーズ５ (GMM25、2015年)